# Jean Auroux

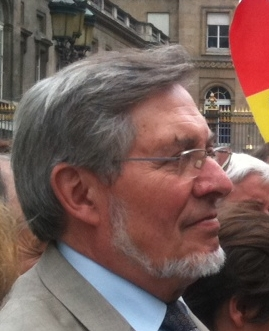
Jean Auroux (2011)

Jean Auroux (* 19. November 1942 in Thizy, Département Rhône) ist ein französischer Politiker der Parti socialiste (PS), der unter anderem zwischen 1977 und 2001 Bürgermeister von Roanne, von 1978 bis 1993 Mitglied der Nationalversammlung sowie mehrmals Minister war. 1988 gründete er die Föderation der Bürgermeister der Mittelstädte FMVM (Fédération des aires des villes moyennes), deren Ehrenpräsident er 2008 wurde. Gemeinsam mit Jean-Pierre Chevènement, Marie-Noëlle Lienemann, Paul Quilès, Benoît Hamon und Emmanuel Maurel gehörte er im Juni 2007 zu den Unterzeichnern des Appells Gauche avenir (Linke Zukunft) und zog sich im März 2008 aus dem politischen Leben zurück.

## Leben

### Bürgermeister und Abgeordneter
Auroux, der von Beruf Lehrer für technische Ausbildung war, begann seine politische Laufbahn, als er 1976 als Kandidat der Parti socialiste zum Mitglied des Generalrates des Département Loire gewählt wurde und diesem bis 1988 angehörte. Ein Jahr darauf wurde er 1977 als Nachfolger von Paul Pillet erstmals Bürgermeister von Roanne, der drittgrößten Stadt des Département Loire, und bekleidete diese Funktion 24 Jahre lang bis zu seiner Ablösung durch Yves Nicolin 2001.
Am 3. April 1978 wurde er im Wahlkreis Loire V erstmals zum Mitglied der Nationalversammlung gewählt und damit zum Nachfolger von Alain Terrenoire. Den Wahlkreis vertrat er von der sechsten bis zur neunten Legislaturperiode am 1. April 1993 und wurde in dieser Funktion ebenfalls von Yves Nicolin abgelöst. Das Abgeordnetenmandat ruhte jeweils während seiner Mitgliedschaft in der Regierung.

### Minister und Staatssekretär
Am 21. Mai 1981 wurde Auroux von Premierminister Pierre Mauroy zum Arbeitsminister (Ministre du travail) in dessen Kabinett berufen und übte diese Funktion bis zum 29. Juni 1982 aus. In dieser Zeit legte er mehrere nach ihm benannte Gesetzesentwürfe vor, die sogenannten Lois Auroux, die das Arbeitsrecht Frankreichs maßgeblich veränderten. Zu seinen Mitarbeiterinnen bei diesen Gesetzesinitiativen gehörte Martine Aubry, die spätere Erste Sekretärin der Parti socialiste. Im Rahmen einer Kabinettsumbildung von 29. Juni 1982 verlor das Arbeitsministerium seinen eigenständigen Status und Auroux fungierte bis zum 23. März 1983 als Beigeordneter Minister beim Minister für soziale Angelegenheiten mit der Verantwortung für Arbeit (Ministre délégué auprès du ministre des affaires sociales, chargé du travail).
Bei einer neuerlichen Regierungsumbildung übernahm er am 23. März 1983 das Amt als Staatssekretär für Energie (Secrétaire d’État, chargé de l’énergie) und behielt diese Funktion bis zum Ende von Mauroys Amtszeit am 17. Juli 1984.
In der Regierung von Mauroys Nachfolger als Premierminister, Laurent Fabius, wurde er am 23. Juli 1984 zunächst Staatssekretär für Verkehr (Secrétaire d’État, chargé des transports), ehe er bei einer Umbildung des Kabinett Fabius am 20. September 1985 Minister für Stadtplanung, Verkehr und Wohnungsbau (Ministre de l’urbanisme, des transports et du logement) wurde und dieses Ministeramt bis zum Ende der Amtszeit von Fabius am 20. März 1986 innehatte.

### Fraktionsvorsitzender der PS und Rückzug aus dem politischen Leben
Während seiner Amtszeit als Bürgermeister von Roanne gründete er 1988 die Föderation der Bürgermeister der Mittelstädte FMVM (Fédération des aires des villes moyennes), deren Ehrenpräsident er 2008 wurde.
1990 wurde Auroux Vorsitzender der PS-Fraktion in der Nationalversammlung und behielt diese Funktion bis zu seinem Ausscheiden aus der Nationalversammlung 1993. Nach Beendigung seiner Amtszeit als Bürgermeister von Roanne gehörte er von 2001 bis 2008 dem Rat dieser Stadt an. Gemeinsam mit Jean-Pierre Chevènement, Marie-Noëlle Lienemann, Paul Quilès, Benoît Hamon und Emmanuel Maurel gehörte er im Juni 2007 zu den Unterzeichnern des Appells Gauche avenir (Linke Zukunft). Darin forderten die aus Politik, Gewerkschaften, Kultur und sozialen Organisationen stammenden Unterzeichner dazu auf, Machtkämpfe und Rivalitäten innerhalb der politischen Linke zu beenden und die „Linke Zukunft“ neu zu definieren und in einen dazu notwendigen Dialog einzutreten.
Im März 2008 zog er sich aus dem politischen Leben zurück. Am 20. Dezember 2008 wurde er zum Ehren-Bürgermeister von Roanne ernannt.
Auroux wurde 2011 wegen illegaler Zinseinkünfte verurteilt. Allerdings setzte die Untersuchungskammer des Berufungsgerichts von Lyon (Cour d’appel de Lyon) die Verurteilung durch eine Entscheidung vom 27. Mai 2011 aus.

## Hintergrundliteratur
- Patrick Gobert: Jean Auroux, l’homme des lois : entretiens avec Patrick Gobert, Éditions du 1er mai, 2012, ISBN 978-2-84421-091-3